# Vicente Barreto
Vicente Moreira Barreto (Conceição do Coité, 5 de abril de 1950) é um cantor, músico e compositor brasileiro, notório por sua parceria com Alceu Valença em "Morena Tropicana", de 1982, "um dos maiores clássicos do cancioneiro brasileiro".

## Biografia
Barreto mudou-se do povoado natal de Salgadália, em Conceição do Coité, para a cidade de Serrinha com apenas três anos, ali recebendo sua formação musical e influências culturais de artistas como Jackson do Pandeiro e apresentações de cantadores e forrozeiros, começando a carreira musical na adolescência chegando a integrar a orquestra municipal.
Aos vinte anos foi para o Rio de Janeiro e depois São Paulo a fim de seguir a vocação artística, afastando-se contudo da música nordestina a que estava afeito. Teve seu primeiro trabalho autoral gravado, "Baião de Quinji", pelo grupo Quinteto Violado, e depois participação em dois discos com  Tom Zé (1976 e 1978).
Teve ao longo da carreira parcerias também com Vinicius de Moraes, Chico César, Gonzaguinha, Belchior e outros, e trabalhos gravados por artistas como Ney Matogrosso, Elba Ramalho, Mônica Salmaso, Maria Bethânia, etc.
Sua parceria com Alceu Valença rendeu ainda outros sucessos como "Cabelo no Pente", "Pelas Ruas que Andei" ou "Pirapora".

## Vida pessoal e homenagem
Morando na capital paulista por mais de cinco décadas, ali se casou com Vânia, tendo um casal de filhos um dos quais, Rafa Barreto, seguiu a carreira paterna, atuando também como produtor. No dia 23 de fevereiro de 2024 a Câmara de Vereadores de São Paulo concedeu-lhe o título de cidadão honorário da cidade.

## Discografia
Segundo análise no jornal Folha de S. Paulo, "em sua discografia, Barreto conta só com "filés", esbanjando músicas repletas de harmonias e melodias bem-feitas sempre conduzidas por uma brasilidade incontestável." Dentre seus trabalhos gravados estão:
- "Assim tão Moço" (1980, LP)
- "Vicente Barreto" (1981, LP)
- "Rasgando a Seda" (1983, LP)
- "Nação Brasileira" (1986, LP)
- "Ano Bom" (1995, CD)
- "Mão Direita" (1996, CD)
- "E a Turma Chegando pra Dançar" (1999, CD)
- "O Melhor de Vicente Barreto" (2002, CD)
- "Noites sem Fim dos Forrós" (2002, CD)
- "Vicente – Vicente Barreto" (2008, CD)
- "Paleolírico" (2022, CD)
- 2024: Na Força e na Fé